# Vendia
La Vendia (gen. Vendia) è un organismo estinto di incerta collocazione, appartenente alla cosiddetta fauna di Ediacara. Visse nel Proterozoico superiore (circa 540 milioni di anni fa) e i suoi resti sono stati ritrovati in Russia.

## Descrizione
Il corpo ovale di questo organismo era costituito da una serie di segmenti (isomeri), disposti alternativamente in due file lungo l'asse longitudinale del corpo. Gli isomeri più grandi coprivano i più piccoli esternamente, ma le parti posteriori di tutti gli isomeri rimanevano scoperte. Gli elementi trasversali erano di taglia decrescente verso la parte posteriore del corpo, ed erano tutti inclinati nella medesima direzione. Il corpo di Vendia aveva una lunghezza variabile tra 4,5 e 12,5 millimetri.  Alcuni fossili mostrano una depressione lungo il corpo, interpretata come un sistema digerente, o forse di distribuzione dei fluidi, che consiste in un semplice tubo assiale e corte appendici laterali localizzate lungo i bordi tra gli isomeri. Tranne che per il primo isomero della specie Vendia rachiata, tutti gli isomeri possedevano un'appendice laterale.

## Classificazione
Il primo fossile della specie Vendia sokolovi fu scoperto all'inizio degli anni '60 nella regione di Oblast' di Arcangelo in Russia, e venne descritto da Boris Keller nel 1969. Questa specie possedeva sette segmenti ed è conosciuta solo per un esemplare lungo 11 millimetri. Vendia rachiata, invece, possedeva cinque isomeri per fila. Un'altra specie, V. janae, è stata in seguito assegnata al nuovo genere Paravendia, a causa della forma completamente diversa degli isomeri. Questi organismi, insieme ai generi Podolomirus e Karakhtia, compongono la famiglia Vendiidae nella classe Vendiamorpha, e sono ascritti al misterioso phylum dei Proarticulata.